# Радзивилл, Вацлав Николай
Вацлав Николай Радзивилл (бел. Вацлаў Мікалай Радзівіл, пол. Wacław Mikołaj Radziwiłł; 4 июля 1880, Берлин — 17 [30] ноября 1914, Майское, Пруссия) — дворянин и военный, капитан запаса 52-го драгунского полка Русской императорской армии.

## Биография
Родился в семье Вильгельма-Адама Радзивилла (1845—1911) (сына польского аристократа Вильгельма Радзивилла) и Екатерины Ржевуской — писательницы и аферистки русско-польского происхождения, представительницы графского рода Ржевуских.
Начальное образование получил у иезуитов, затем продолжил обучение в Пажеском корпусе в Санкт-Петербурге. В возрасте 18 лет он поступил добровольцем в британскую армию для участия во Второй англо-бурской войне (1899—1902). Во время русско-японской войны находился в русской армии.
Женившись в 1906 на польской аристократке, княгине Марии Магдалине Завише, жил с женой в Кухтиче или в Минске. Здесь Николай Радзивилл увлекся собиранием белорусского фольклора. По его предложению была построена железнодорожная линия от имений Магдалены Радзивилл до станции Верейцы Либаво-Римской железной дороги, которая проходила через всю Беларусь и соединяла ее с Балтийским морем с одной стороны и Украиной с другой. Эта инициатива оказала положительное влияние на экономику региона.
В 1912—1913 годах на Балканах, где воевал в рядах болгарской армии сначала против турок, затем против сербов и греков. В начале Первой мировой войны в августе 1914 года воевал в Германии. Он добрался домой через Францию и Италию и сразу вступил в русскую армию. Умер в Восточной Пруссии 17 (30 ноября) 1914 года.
Тело князя через Минск перевезли в Кухтичи, где на его гроб возложили венок с надписью: «Князю Николаю, сыну земли белорусской, белорусов». А на второй ленте: «Легко тебе земля, князь, на родной забытой странице». Об этом напишет газета «Белорус»:

Князь Н. Радзивилл, убит на войне, перевезен в родовую усыпальницу в Несвиж. Покойный был мужем известной в минской области гражданской активистки Я. А. Княгини Магдалены Радзивилл, которая считает себя белоруской, за что очень не любят ее польские народовые демократы, которым кажется, что даже тот белорус-католик, который по-польски ни одного слова сказать не умеет, есть таки не белорус, а поляк, а в голове их не может уложиться, чтобы шляхтич, пан, а то еще и князь и мог быть белорусом. А тем временем известно нам, что и покойный отец княгини Магдалены был всей душой белорус и не мало потрудился для белорусского дела, только он был один в поле, да не такие были условия.
Оригинальный текст (бел.)Князь М. Радзівіл, забіты на вайне, перавезены ў радавы магільнік у Нясвіжы[а 1]. Нябошчык быў мужам вядомай у Меншчыне грамадзянскай працаўнічкі Я. А. Княгіні Магдалены Радзівіловай, каторая лічыць сябе беларускай, за што вельмі не любяць яе польскія нарадовыя дэмакраты, каторым здаецца, што нават той беларус-каталік, каторы па-польску ніводнага слова сказаць не ўмее, ёсць тыкі не беларус, а паляк, а ў галаве іх не можа памясціцца, каб шляхціц, пан, а то яшчэ й князь ды мог быць беларусам. А тымчасам ведама нам, што і нябошчык бацька княгіні Магдалены быў усёй душой беларус і не мала папрацаваў для беларускай справы, толькі ён быў адзін у полі, ды не такія былі варункі.

 Похороны состоялись 26 ноября (9 декабря) 1914 года в Кухтиче. Богослужение провел белорусский католический священник о. Александр Астромович. Среди прочего, в своей могильной речи на белорусском языке он сказал:

Князь любил и простой белорусский язык и был причастен к его подъёму и к возрождению белорусского народа… смерть князя — это большая потеря для вдовы княгини. Это потеря для всех людей дворовых и всего белорусского народа. В лице покойного князя белорусы теряют искреннего защитника дела их возрождения, теряют его в то время, когда занимается заря новой лучшей жизни, когда заглядывает солнце и в наше оконце.
Оригинальный текст (бел.)Князь любіў і простую беларускую мову і прычыніўся да яе пад’ёму і да адраджэння беларускага народа… Смерць князя — гэта вялікая страта для ўдавы княгіні. Гэта страта для ўсіх людзей дваровых і ўсяго беларускага народа. У асобе нябошчыка князя беларусы трацяць шчырага абаронцу справы іх адраджэння, трацяць яго ў тым часе, калі займаецца зара новага лепшага жыцця, калі заглядае сонца і ў наша ваконца.

На гроб князя белорусская писательница Алоиза Пашкевич возложила венок из хвойных веток и белорусский пояс.

## Семья
Жена — княгиня Мария Ева Магдалена-Иосиф Эльжбета Аполлония Катажина Завиша-Кежгайло (в первом браке Красинская), дочери графа Яна Казимира Завиши-Кезгайло герба «Лебедь» и фрейлины Марии Квилецкой (правнучки последнего короля Речи Посполитой Станислава Августа). Свадьба состоялась в Баварской королевской часовне в Лондоне. Мария Магдалина была старше его на девятнадцать лет. Такая разница в возрасте в браке была встречена в польских высших кругах с неприязнью, что впоследствии повлияло на окончательный разрыв Николая с польской общественностью. Про Николая Радзивилла вспоминал знакомый журналист Михаил Павликовский:

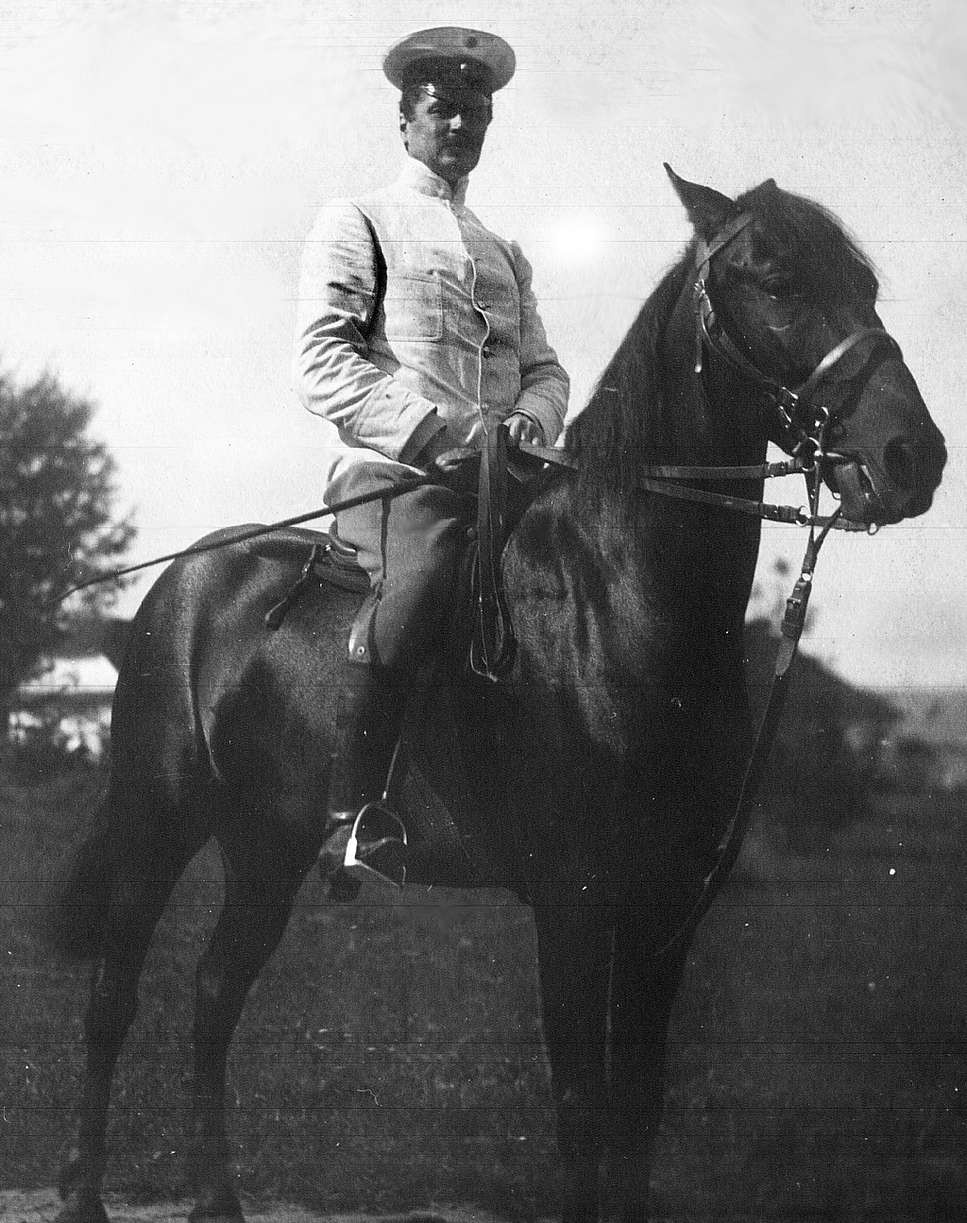
Вацлав Николай Радзивилл

Быў надзвычай прыгожы: ніколі ні раней ні пасля не сустракаў …мужчыны з такой дасканалай мужчынскай прыгажосцю: шырокія плечы, вузкія сцёгны, прадаўгаваты твар з арэхавымі вачамі, быццам з міндалю, і арэхавая, злёгку хвалістая бародка. Дадаць яму жабо — і быццам толькі што сышоў з партрэта шаснаццатага стагоддзя.
Оригинальный текст (рус.)Был чрезвычайно красив: никогда ни ранее ни после не встречал …мужчины с такой доскональной мужской красотой: широкие плечи, узкие бедра, продолговатое лицо с ореховыми глазами, будто из миндаля, и ореховая, слегка волнистая бородка. Добавить ему жабо — и будто только что сошел с портрета шестнадцатого века.

## Комментарии
1. ↑  Як адзначае Александр Надсон, тут дапушчана відавочная памылка: Мікалая Радзівіла пахавалі не ў Нясвіжы, а ў Кухцічах